# Сітницький Іван
Сітницький Іван (25 червня 1881, Комарно — 10 жовтня 1947, Львів) — педагог-математик, сотник УГА. 

## Життєпис

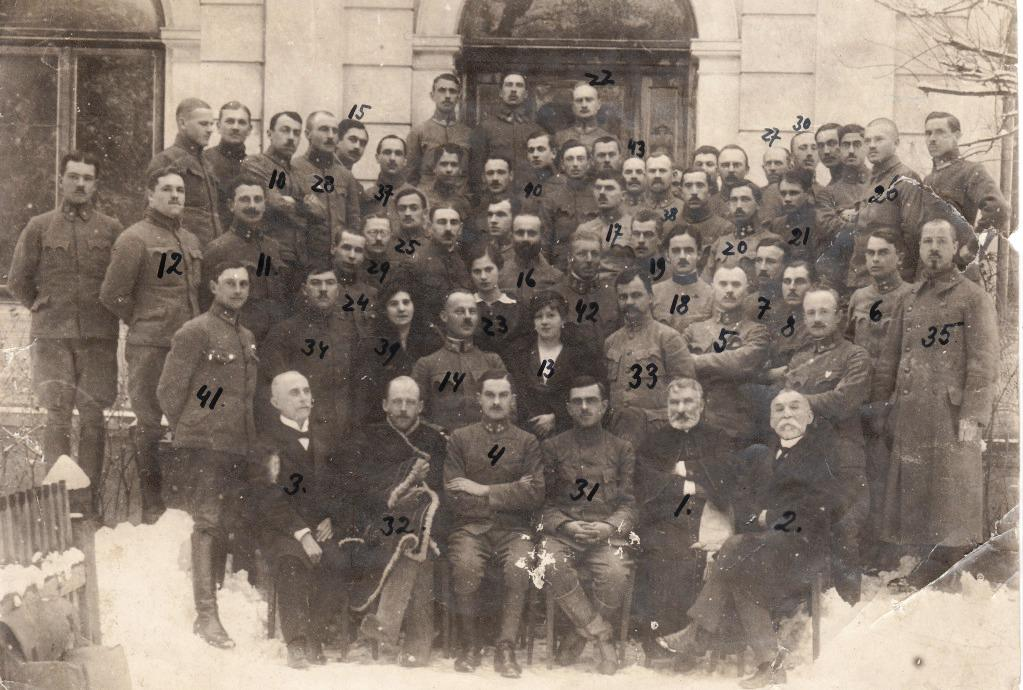
Діячі ЗУНР у Золочівському повіті, 1919. Цифрами на фото позначені: 1. о. Стефан Юрик 2. Михайло Балтарович 3. Гнат Дзерович 4. Ілля Цьокан 5. Теодор Ваньо 6. Пор. Юрій Жмур 7. Йосафат Фешур; між 6 і 8 Василь Пачовський 10. Пор. Мирон Дольницький 11. Олександр Малиновський 12. Петро Вовк 14.от. Северин Лещiй 16. сот. Мирослав Янович 18. Кравс 19. Рудольф Фірер 23. Скобельська Анна 24. Пор. Теодор Дацків 25. Білач 26. Василь Сірко 27 Михайло Павлюк 29. сот. Іван Сітницький 30. Ольшанецький 31. Олександр Шаповал 32. Микола Какурін 33. Григорій Сиротенко 42. Гребенц. Зліва від № 40 Парнас Яків

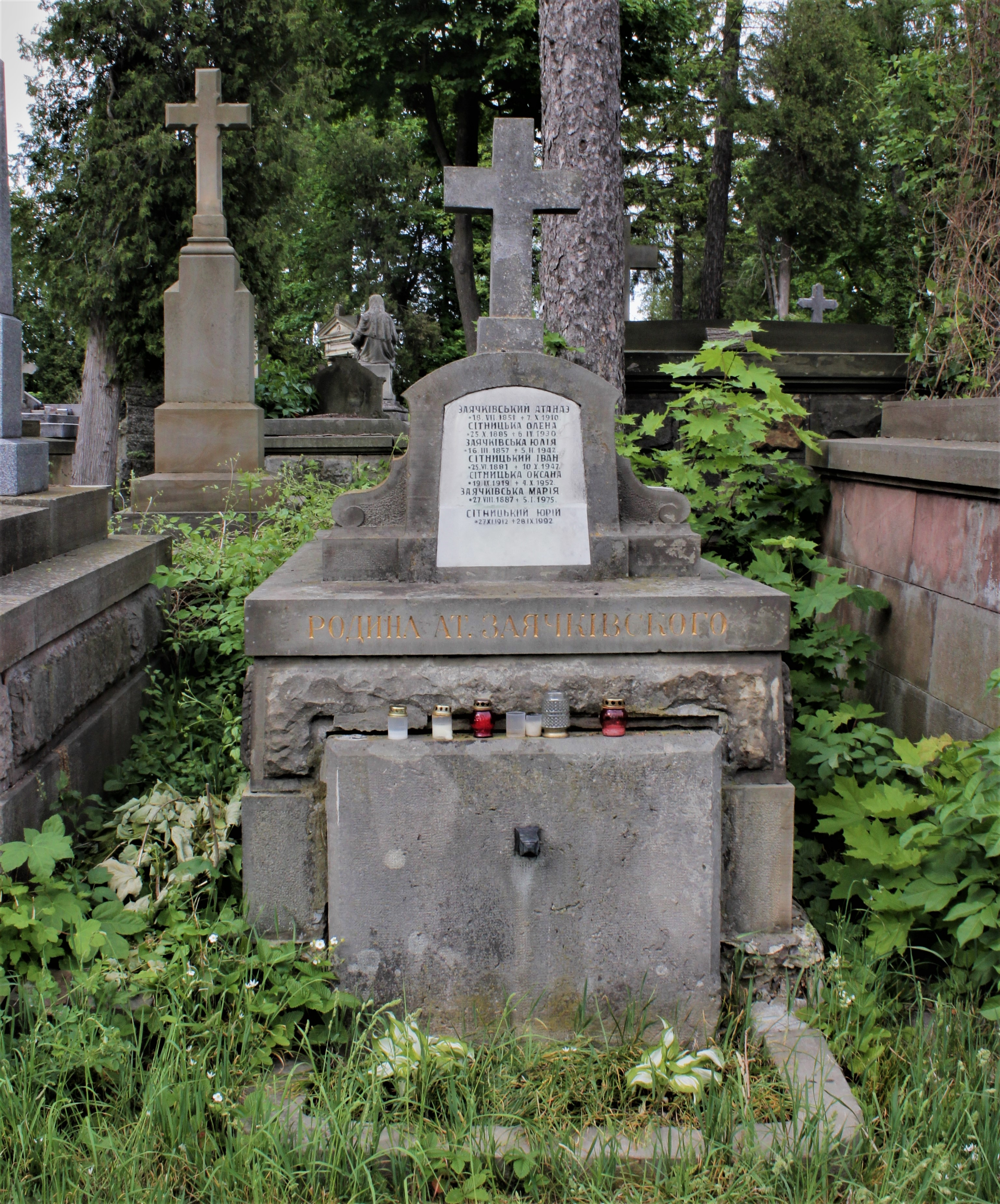
Гробниця родини Заячківських,у якій похований Іван Сітницький.

Народився 25 червня 1881 року в Комарно.
Професор Академічної гімназії Львова. Автор шкільних посібників з геометрії, хімії і фізики (переклади); логаритми. При викладанні математики впроваджував українську математичну термінологію. 
У складі Української галицької армії брав участь у боях за Львів у листопаді 1918. У 1919 року начальник (комендант) старшинської однорічної школи артилерії у Станиславові. Перебував певний час під більшовицькою окупацією в УРСР.
В першій половині 1920-х викладав в Таємному українському університеті у Львові. На початку 1940-х обіймав посаду викладача математики Львівської політехніки. Останні роки працював завідувачем кафедри фізики Львівського медінституту.
Помер 10 жовтня 1947 року у Львові. Похований на Личаківському цвинтарі, поле № 71.

### Родина
Був одружений з Оленою Заячківською. Подружжя мало 7 дітей: Оксана, Уляна, Юрій, Богдан, Марія, Андрій та Роман.